# محسن مصباح
محسن مصباح (عربی: محسن مصباح فرج؛ زادهٔ ۱ اکتبر ۱۹۶۴) بازیکن سابق فوتبال اهل امارات متحده عربی است. وی در تیم ملی فوتبال امارات متحده عربی ۱۰۵ بازی انجام داده‌است و عضو این تیم در جام جهانی فوتبال ۱۹۹۰ بوده‌است.